# Walter Kern (Architekt)
Walter Kern (* 24. Mai 1860 in Breslau; † 14. Dezember 1918 in der Ukraine; vollständiger Name: Walter Carl Urban Kern) war ein deutscher Architekt und preußischer Baubeamter.

## Leben
Walter Kern war ein Sohn des Breslauer Buchhändlers Johann Urban Kern, eines Cousins von Carl Theodor Reiffenstein.
Er wurde am 4. Juli 1860 in der Breslauer Magdalenenkirche getauft und besuchte von 1870 bis zum Abitur 1877 das Maria-Magdalenen-Gymnasium. Nach seinem Studium an der Technischen Hochschule (Berlin-) Charlottenburg und der Technischen Hochschule Wien und einem Referendariat absolvierte er 1887 das 2. Staatsexamen zum Regierungsbaumeister (Assessor). 1897 avancierte er zum Bauinspektor und Vorsteher eines Hochbauamts. Nach seiner Ernennung zum Baurat war er bei Bauten in Berlin und Brandenburg tätig.
Kern war Soldat im Ersten Weltkrieg und starb 1918 auf dem Rückmarsch seiner Truppe aus Russland.
Walter Kern war verheiratet mit Johanna Flora Katharina geb. Schröter, einer Tochter des als Hochschullehrer in Breslau wirkenden Mathematikers Heinrich Eduard Schröter. Ein Neffe Kerns war Erwin Kern, der 1922 zu den Mördern von Walther Rathenau zählte.

## Bauten
- Polizeigebäude bei der Hundekehle in (Berlin-) Grunewald
- 1911: Neues Schützenhaus in Trebbin
- 1914–1919: Lukaskirche in (Berlin-)Steglitz (posthum fertiggestellt)
- 1897/1898: Königliches Landratsamt in Beuthen (Oberschlesien),[1] jetzt Dependance des Oberschlesischen Museums[2]
- 1899: eigenes Wohnhaus in (Berlin-) Steglitz, Mittelstraße 5[3]
- 1908–1910: Deutsches Institut für Ernährungsforschung, Bergholz-Rehbrücke, ehem. Feierabendheim für Blinde
- Frauenklinik Dr. Glaeser in Danzig
- Wohnhaus für Sanitätsrat Dr. Alberts in Berlin, Schloßstraße
- Kurhaus im Ostseebad Leba (Pommern)
- 1908: Kinderheim Auguste-Victoria-Krippe in (Berlin-) Schöneberg
- Villa Vineta im Ostseebad Bansin
- Umbauten von Schulen in
  - Groß-Ziethen
  - Königs Wusterhausen
  - Trebbin
- Um- und Erweiterungsbauten von Kirchen:
  - St.-Josef-Kirche in (Berlin-) Köpenick
  - Dorfkirche in (Berlin-) Müggelheim
  - Dorfkirche in (Berlin-) Rudow
  - Stadtkirche St. Andreas in Teltow

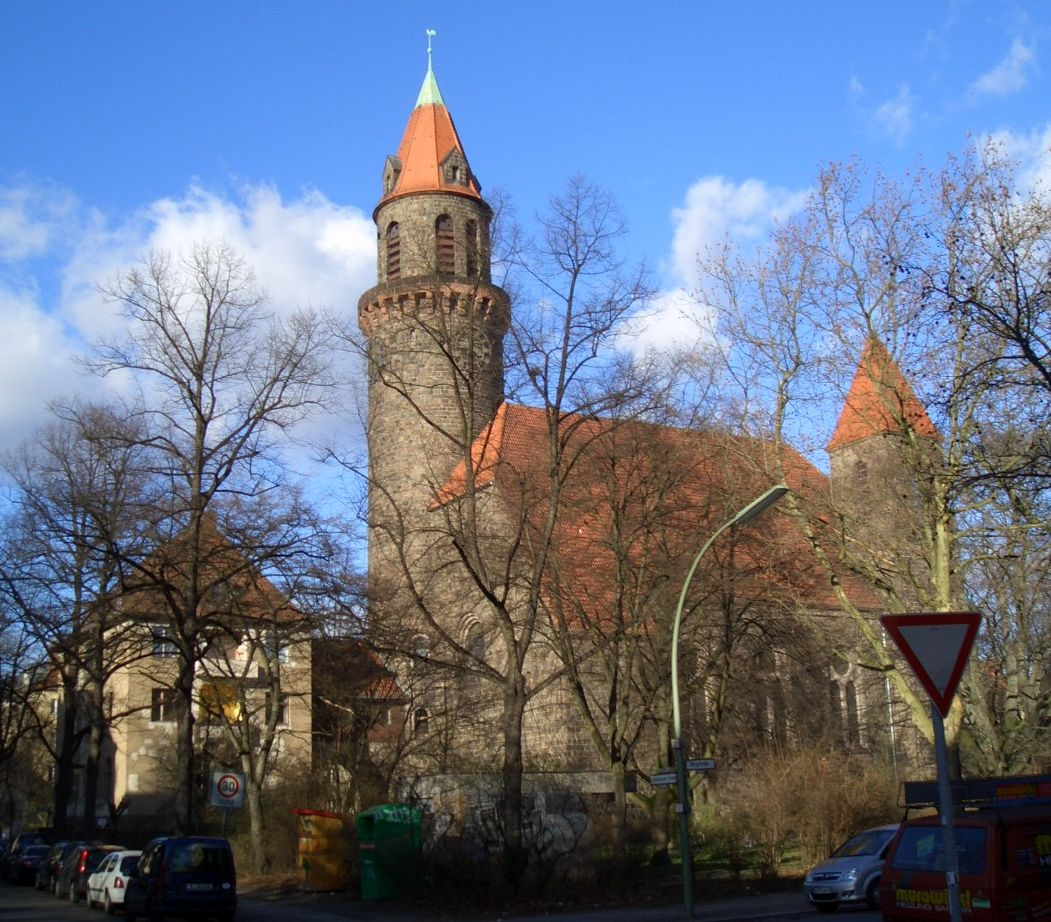
Lukaskirche in Berlin-Steglitz
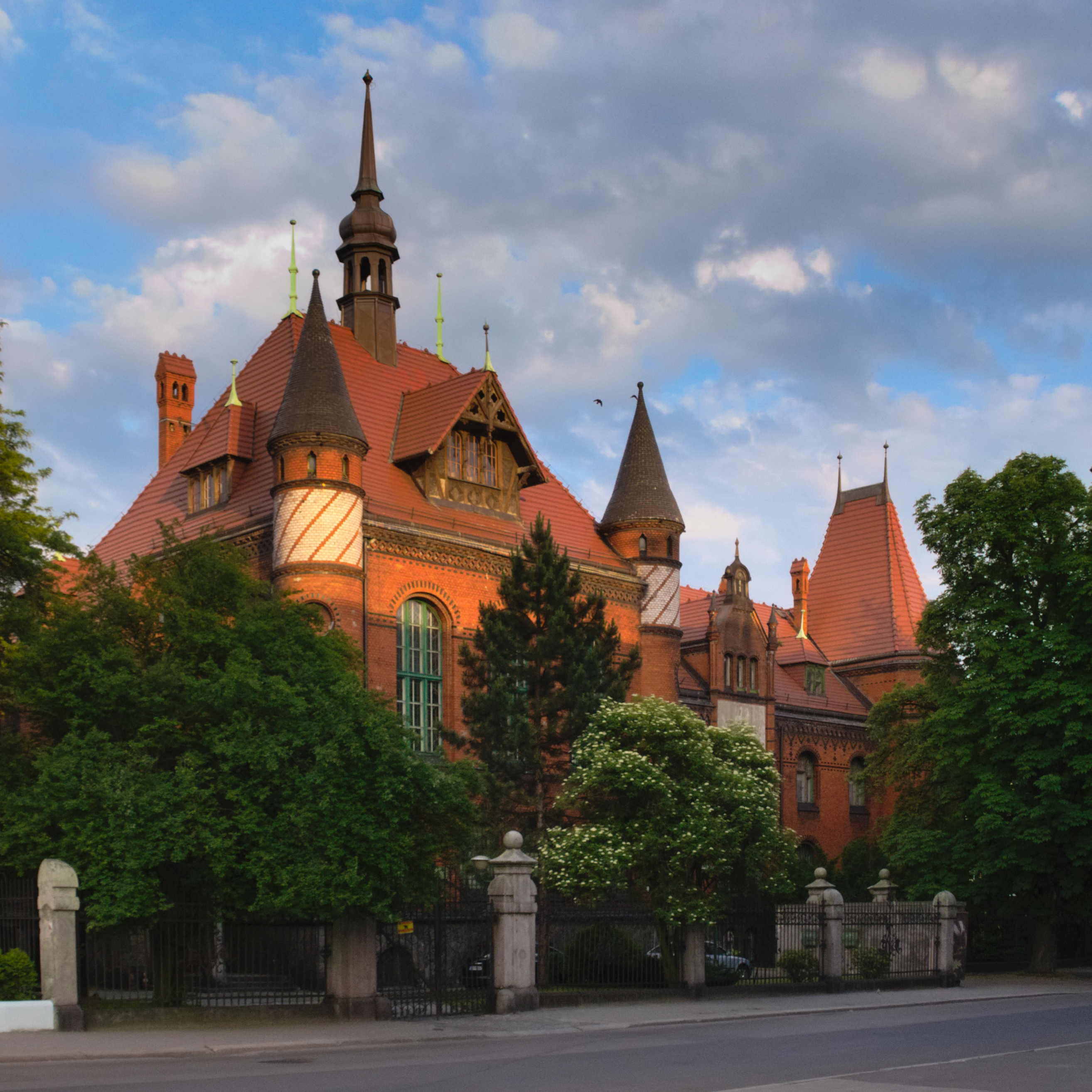
Ehemaliges Königliches Landratsamt Beuthen (Oberschlesien)
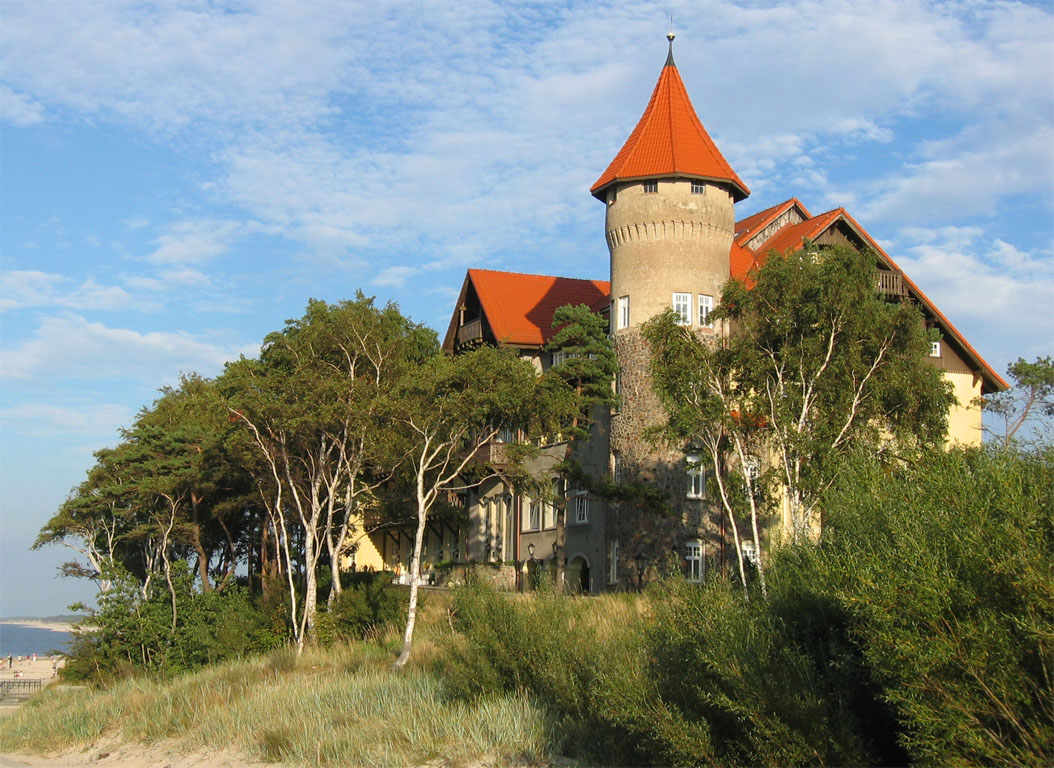
Kurhaus Leba
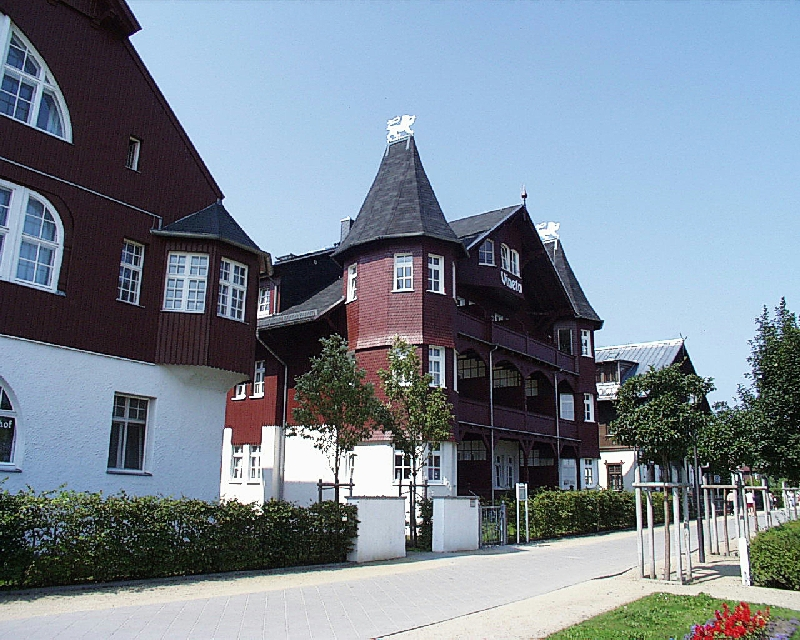
Villa Vineta in Bansin
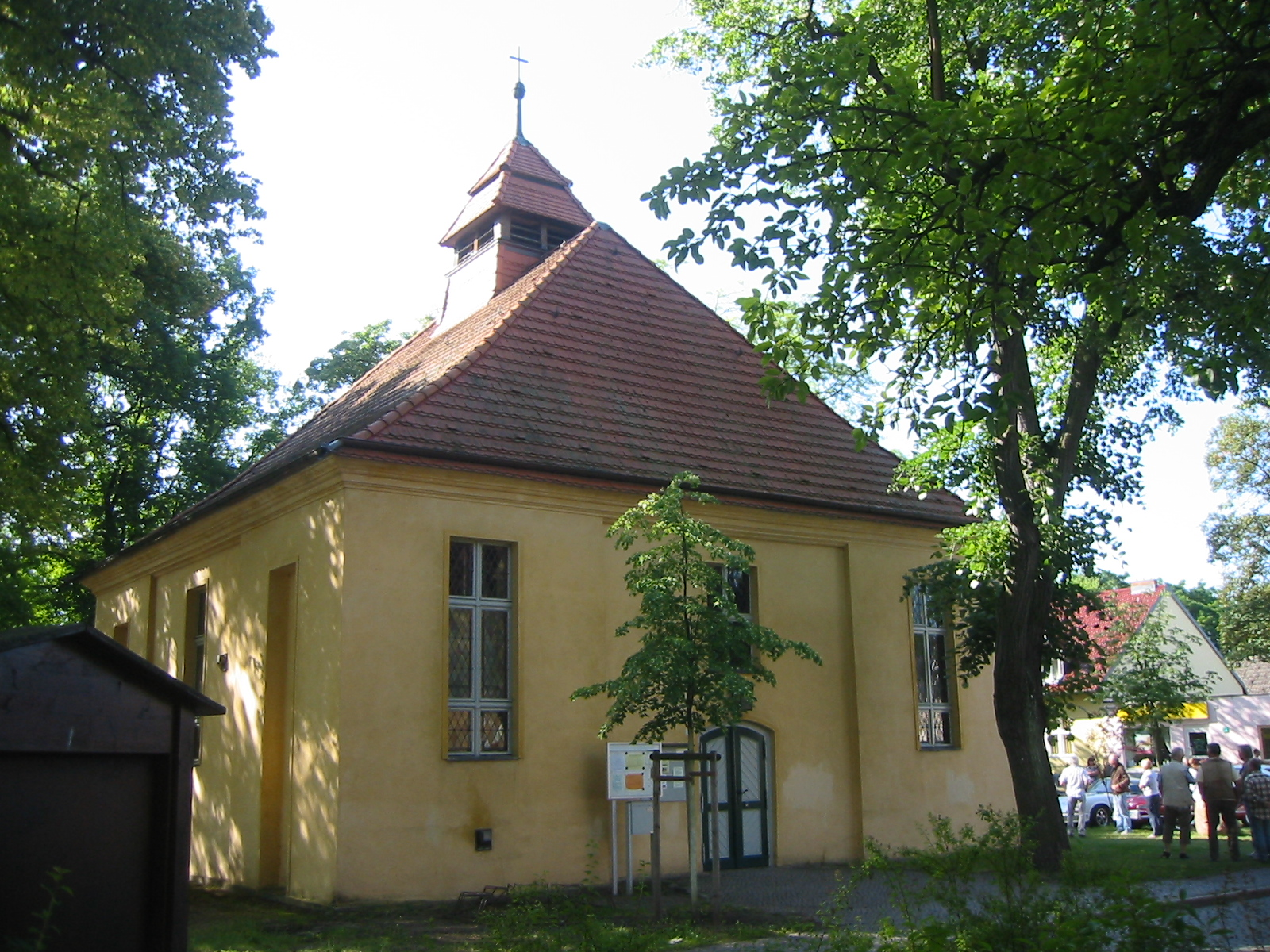
Dorfkirche in Berlin-Müggelheim
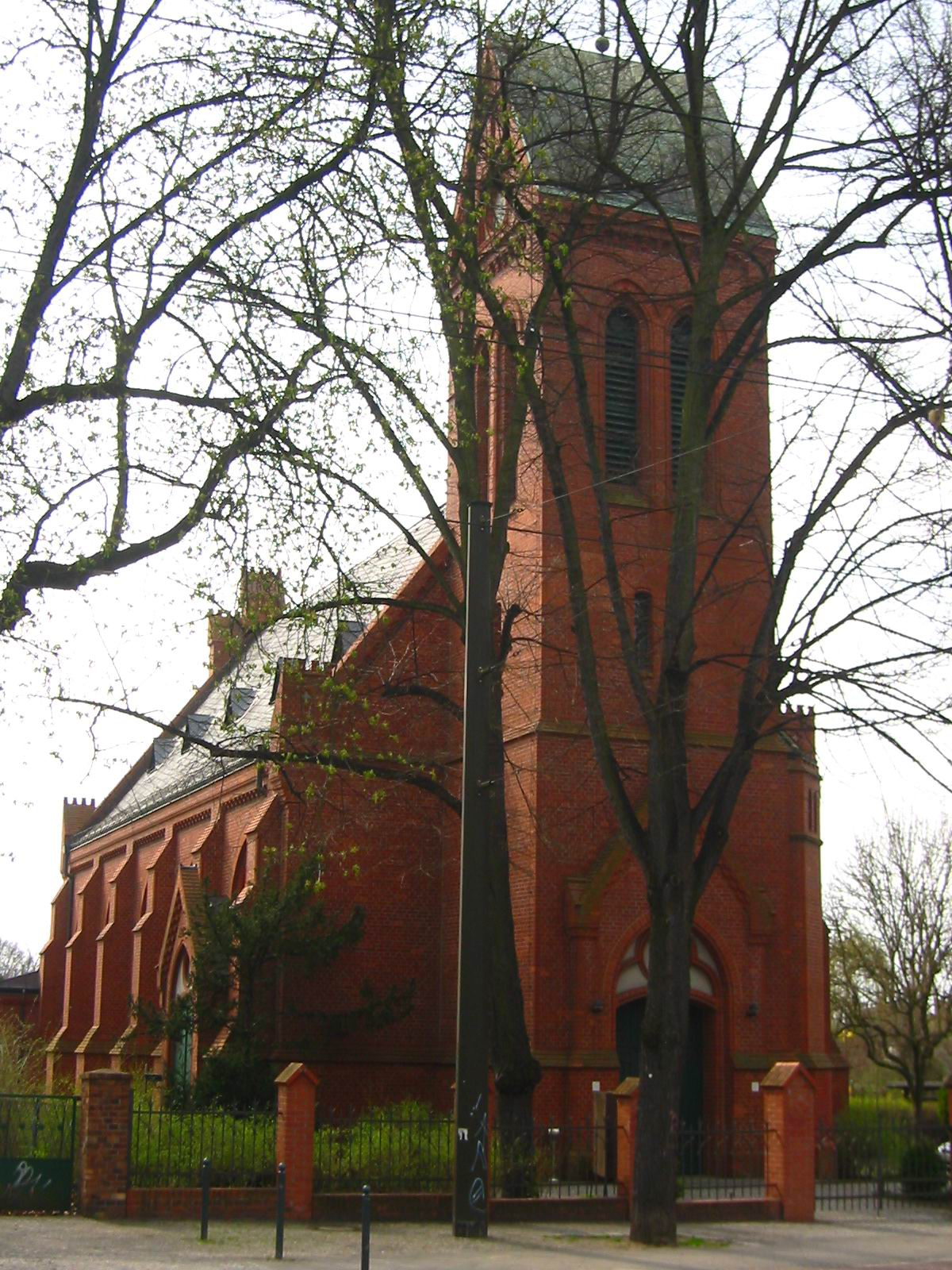
Pfarrkirche St. Josef in Berlin-Köpenick
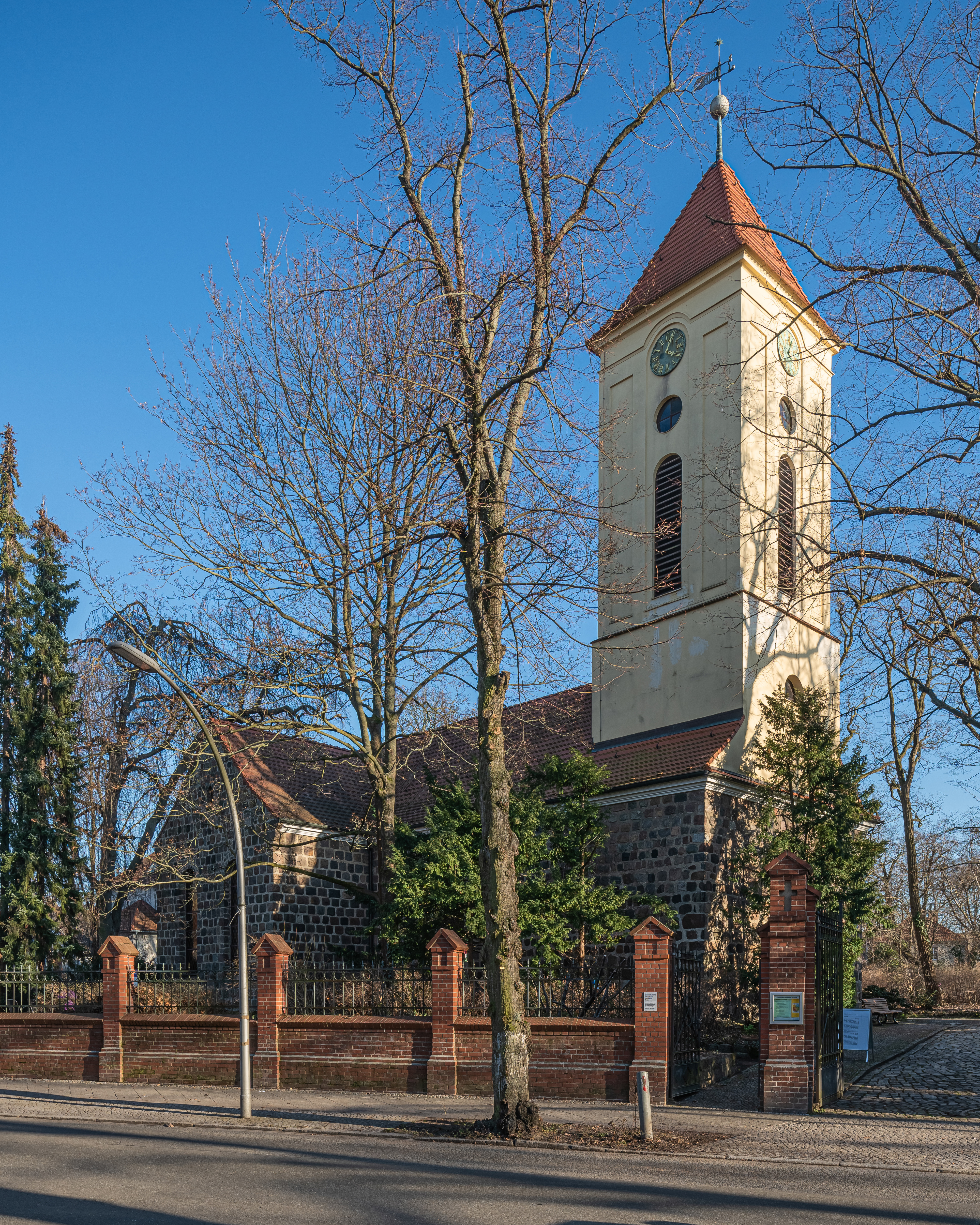
Dorfkirche in Berlin-Rudow
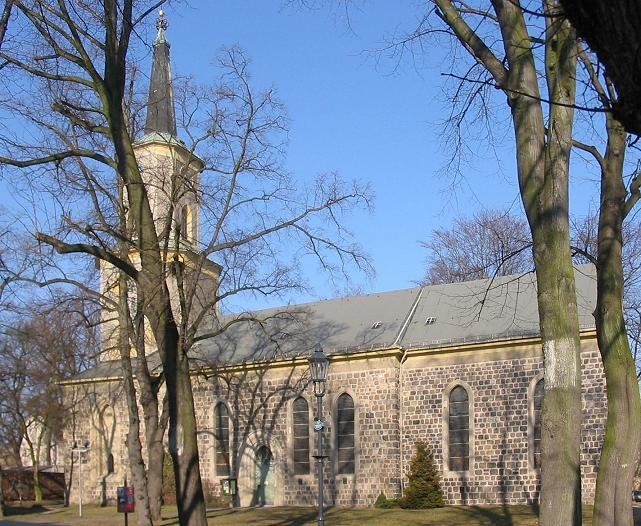
Stadtkirche St. Andreas in Teltow
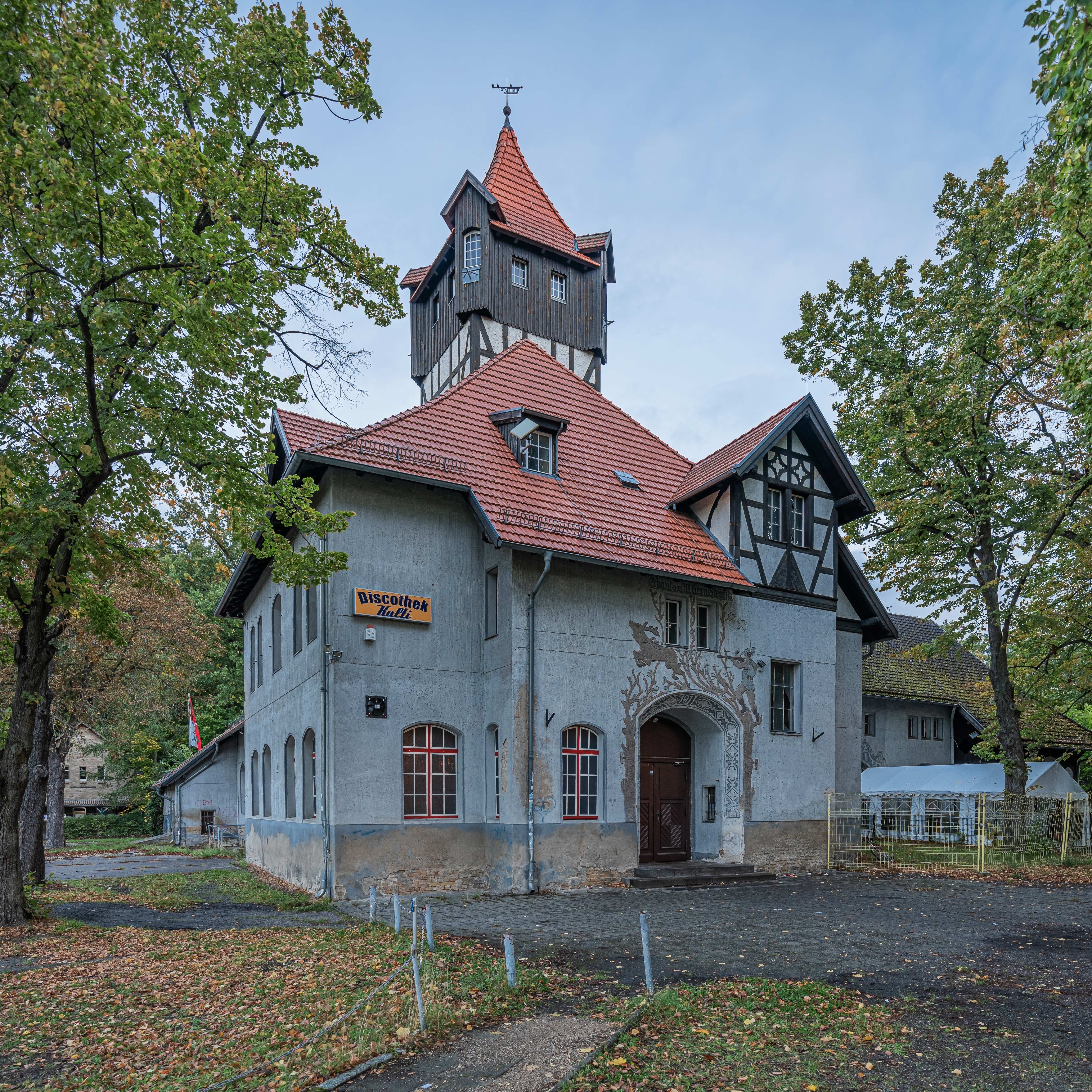
Neues Schützenhaus in Trebbin